# Louis Gérardin
Pour les articles homonymes, voir Gérardin.
Louis Gérardin, dit « Toto » (né le 12 août 1912 à Billancourt, mort le 23 mai 1982 à Paris), est un cycliste sur piste, champion du monde en 1930.

## Biographie
Révélé au championnat de vitesse de Paris en 1929, sa victoire au championnat du monde amateurs l'année suivante à Bruxelles, le détermine en 1931 à entreprendre une carrière de coureur professionnel. Le spectacle de ses duels sur les pistes des vélodromes avec Lucien Michard ou Lucien Faucheux fascine le public qui le surnomme Toto. C'est l'un des pistards les plus titrés des six jours de Paris.
Malgré son âge, grâce à son expérience, il réussit après guerre à défendre son titre de champion de France à plusieurs reprises.
À la fin de l'année 1951, Édith Piaf, endeuillée par la mort de Marcel Cerdan et perdue d'alcool, s'amourache de lui. Bien que celui-ci interrompe leur liaison dès février 1952, elle continue de lui adresser une correspondance passionnée jusqu'en septembre. Cela a été révélé lors de la vente aux enchères de lettres inédites de Piaf en 2009. Cette aventure, reprise par la presse, ne cessera pas de le poursuivre.
Il devient entraîneur de l'équipe de France  et directeur sportif de Michel Rousseau qui devient champion de France grâce à lui.

## Palmarès

### Championnats du monde
- Bruxelles 1930
  -  Champion du monde de vitesse amateurs
- Rome 1932
  - 4e de la vitesse
- Leipzig 1934
  -  Médaillé de bronze de la vitesse
- Bruxelles 1935
  -  Médaillé de bronze de la vitesse
- Zurich 1936
  -  Médaillé d'argent de la vitesse
- Copenhague 1937
  - 4e de la vitesse
- Amsterdam 1938
  - 4e de la vitesse
- Milan 1939
  - 4e de la vitesse
- Zurich 1946
  - 4e de la vitesse
- Paris 1947
  -  Médaillé d'argent de la vitesse
- Amsterdam 1948
  -  Médaillé d'argent de la vitesse
- Copenhague 1949
  - 4e de la vitesse
- Rocourt 1950
  - 4e de la vitesse

### Championnats de France
- Champion de France de vitesse : 1932, 1935, 1936, 1938, 1941, 1942, 1943, 1945, 1946, 1949, 1950 et 1953
- Champion de France d'hiver de vitesse : 1931, 1953[5]

### Grand Prix
- Prix Alfred Riguelle : 1930
- Grand Prix de Copenhague de vitesse amateurs : 1930
- Grand Prix de Noël : 1931
- Grand Prix de l'Armistice : 1932
- Grand Prix de Copenhague : 1935
- Grand Prix de la République : 1938, 1939 et 1945
- Grand Prix de Bordeaux : 1938 et 1939
- Grand Prix du Conseil municipal : 1938
- Grand Prix de Paris : 1939, 1941 et 1943
- Grand Prix d'Angers : 1934, 1936 et 1941
- Grand Prix d’Anvers : 1943

## Source
Ch. Penot, La France cycliste, LNC, Rosny sous Bois, 2011.